# ラグナル・アーランドソン
ラグナル・アーランドソン（スウェーデン語: Ragnar Erlandsson、1941年9月21日 - ）は、オーランド諸島の政治家、オーランド中央党所属、オーランド諸島自治政府第8代首相